# Anchistrocheles mcquadei
Anchistrocheles mcquadei är en kräftdjursart som beskrevs av Rosalie F. Maddocks 1976. Anchistrocheles mcquadei ingår i släktet Anchistrocheles och familjen Bairdiidae. Inga underarter finns listade i Catalogue of Life.